# Свети Атанасий (Новачани)
Вижте пояснителната страница за други значения на Свети Атанасий.
„Свети Атанасий“ или „Свети Атанас“ (на македонска литературна норма: „Свети Атанасиј“, „Свети Атанас“) е възрожденска православна църква във велешкото село Новачани, централната част на Северна Македония. Църквата е построена в 1845. Изписана е и никога не е обновявана.